# محطة ضخ وتخزين الطاقة الكهرومائية

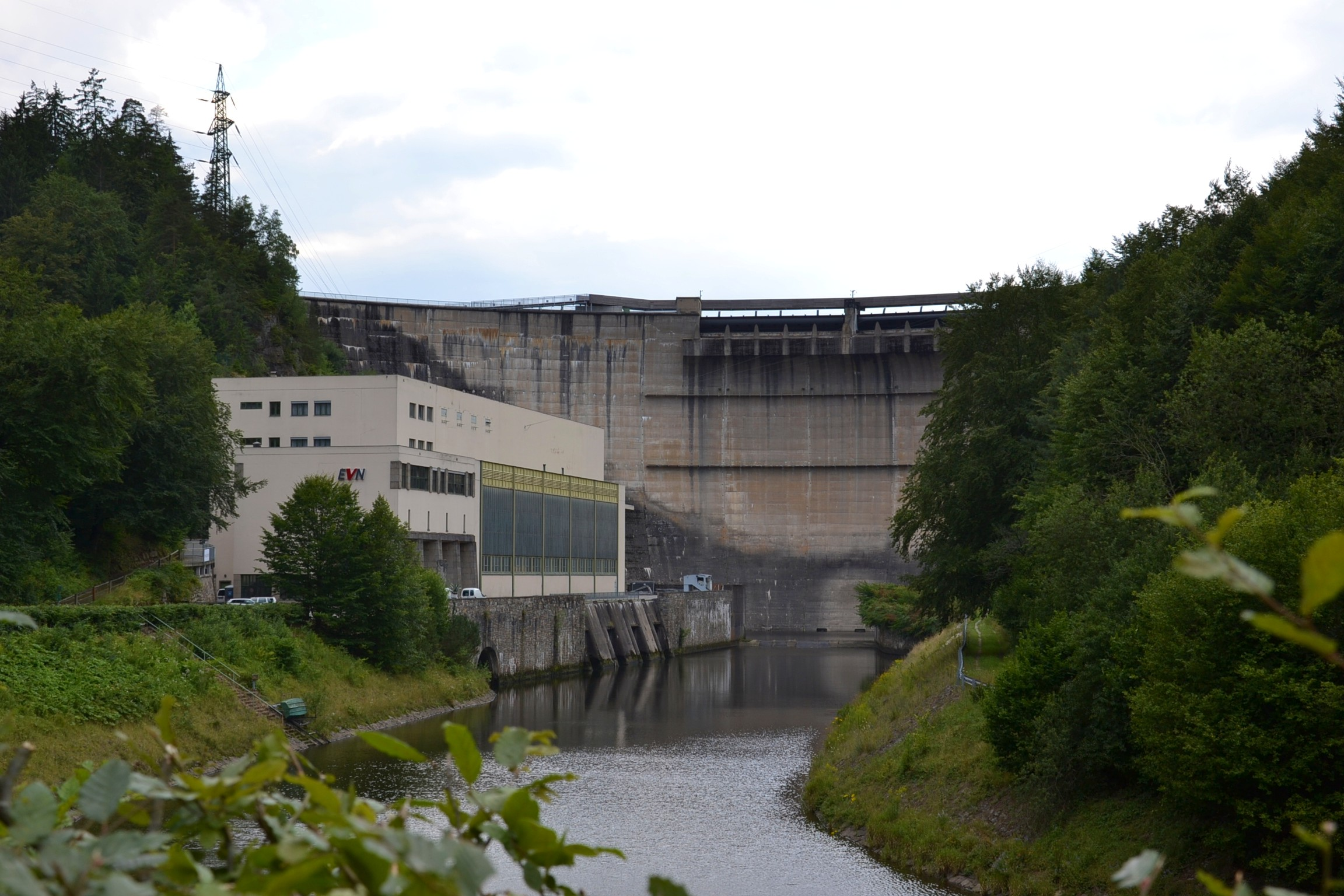
السد لمحطة توليد الكهرباء في أوتينشتاين مع ورشة توليد الكهرباء ، حيث توجد مضختان ، كل منهما 9 ميغاواط وأربعة توربينات ، كل منها تولد 12 ميغاواط طاقة كهربائية.

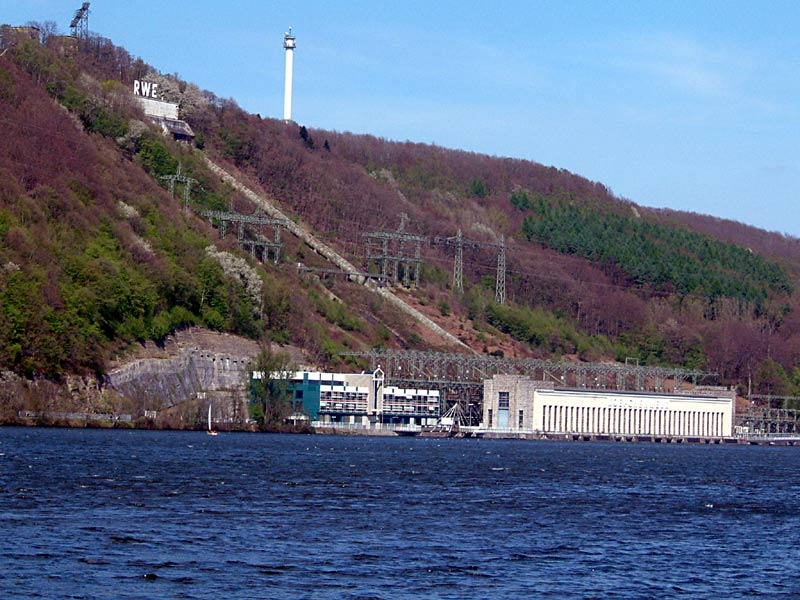
محطة توليد كهرباء في Herdecke

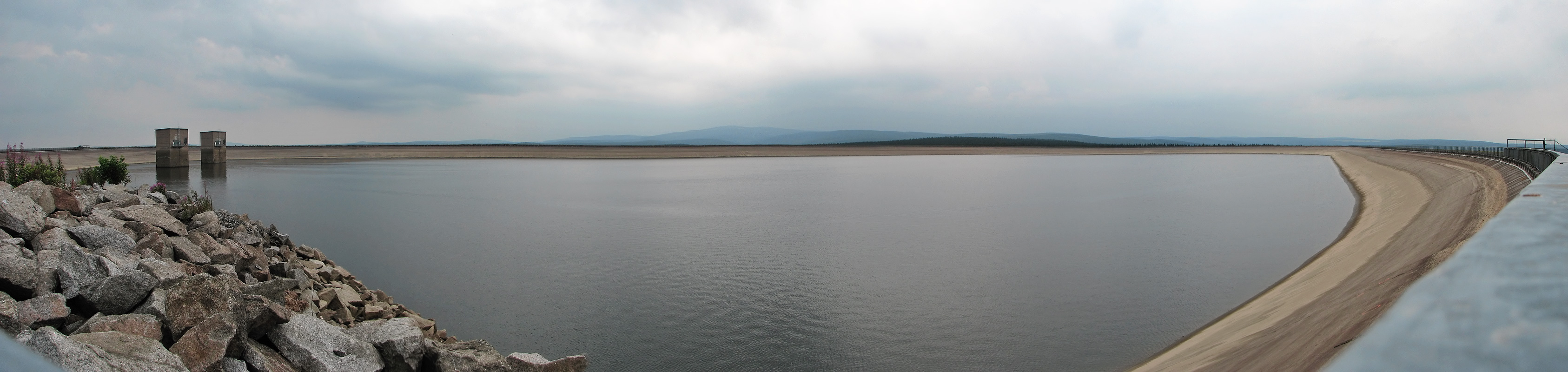
محطة ضخ وتخزين في ماركرسباخ - الحوض العلوي

محطة ضخ وتخزين للطاقة الكهرومائية ، ، هي محطة طاقة تخزين تخزن الطاقة الكهربائية في شكل طاقة كامنة (طاقة كامنة) في خزان مائي . يتم ضخ المياه من نهر أو من البحر إلى حوض كبير على هضبة عالية (نحو 120 إلى 300 متر ) . يملأ الخزان بواسطة مضخات كهربائية وتختزن فيه المياه بحيث يمكن استخدامها لاحقًا لتشغيل التوربينات لتوليد الكهرباء. في أوقات انخفاض الطلب ، تستخدم فائض الطاقة الكهربائية من شبكة الطاقة لتشغيل المضخات التي ترفع المياه في أنابيب ضخمة إلى البحيرة لاحتياج الكهرباء؛ و تطلق المياه وقت الاحتياج لتشغيل توربينات توليد الكهرباء مرة أخرى في الشبكة في أوقات الذروة . تعد محطات توليد الطاقة التي يتم تخزينها بضخ الماء هي التقنية السائدة لتخزين الطاقة الكهربائية على نطاق واسع. ويوجد منها محطات كثيرة في ألمانيا والنرويج وغيرها.

## التاريخ

### أسلاف ما قبل الصناعة
كان المبدأ الأساسي لتخزين المياه كـ "طاقة مختزنة" يستخدم بالفعل في المرحلة المتأخرة من العصر الشمسي-الزراعي - قبل بدء التصنيع مباشرة. طواحين الهواء التي كانت أكثر تقلبًا في الإنتاج من طواحين المياه ، تضخ المياه إلى خزان مرتفع ، والذي بدوره يغذي الطواحين المائية بشكل مستمر . عملية كانت تستخدم في صناعة النسيج ، حيث كانت الحركة المنتظمة القابلة للتعديل بدقة للأنوال التي يتم تحريكها ميكانيكيًا مهمة بشكل خاص. وقد أدى ذلك إلى زيادة القدرة التشغيلية للطاقة الكهرومائية ، والتي كانت ذات قيمة خاصة في ذلك الوقت ، وبالتالي تم استخدامها بكثافة ، عن طريق طاقة الرياح. كان الشرط الضروري هو الاحتياج إلى مكان عال لتخزين المياه .

### أول محطة ضخ وتخزين الطاقة
تم تركيب أحد أقدم محطات التخزين بالضخ في جاتيكون على نهر السهل . باستخدام توربين Jonval . يضخ النظام مترًا مكعبًا واحدًا من الماء في الثانية في بركة الغابة الاصطناعية. عندما كان مستوى الماء في مدينة" زيل " منخفضًا ، يتم تصريف المياه من البركة وتغذيتها في محطة طاقة منخفضة الضغط التي تعمل على نهر ، مما أدى بشكل ميكانيكي إلى نقل عمليات نقل مصنع النسيج . كان المصنع يعمل من عام 1863 إلى عام 1911. عندما تم توصيل مصنع النسيج بشبكة الطاقة ، توقف الضخ ، وتمت إزالة أجزاء من المصنع فقط في الثمانينيات لإفساح المجال للتطورات السكنية.

### التطوير منذ عشرينيات القرن الماضي
على نطاق صغير ، تم تنفيذ محطات طاقة التخزين الحديثة التي يتم ضخها لأول مرة في عشرينيات القرن الماضي. كان آرثر كوبشن أحد المهندسين الألمان الرائدين في تكنولوجيا محطات توليد الطاقة ذات الضخ الكبير. تم تسمية محطة كوبشنفيرك PSW Koepchenwerk التابع لشركة RWE في هيرديكه في منطقة نهر الروهر بألمانيا. والتي دخلت حيز التشغيل في عام 1930 .بإسمه يمكن العثور على ملخص في قائمة محطات توليد الطاقة التي يتم ضخها.
في الأصل ، كانت محطات توليد الطاقة التي يتم تخزينها بالضخ تُستخدم في المقام الأول لتوفير أحمال ذروة باهظة التكلفة على المدى القصير واستخدام أفضل لمحطات الطاقة ذات الحمل الأساسي مثل محطات الطاقة النووية أو محطات الطاقة التي تعمل بالفحم البني (الفحم البني يوجد في مناجم قريبة من سطح الأرض ومخزونها الحراري أقل من الفحم الحجري) . هذه توفر طاقة ثابتة قدر الإمكان ، وبصرف النظر عن حالات الطوارئ مثل التخلص من الأحمال ، لا يمكن بدء تشغيلها وإغلاقها اقتصاديًا إلا في غضون ساعات أو أيام. في الوقت نفسه ، هناك تقلبات قوية في استهلاك الكهرباء على مدار اليوم والأسبوع ، والتي يجب دائمًا تغطيتها تمامًا. عرضت محطات توليد الطاقة بالضخ في الليل أو في أوقات اليوم التي يكون فيها الطلب على الكهرباء ضعيفة ، يمكن تحويل حمولة الكهرباء الأساسية التي يتم تغذيتها إلى الشبكة ، والتي كانت متوفرة بأسعار منخفضة نسبيًا ، إلى كهرباء أغلى ثمناً وقابلة للبيع من أجل ذروة الطلب. يمكن أن يكون سعر البيع في هذا العمل مضاعفًا لسعر الشراء ، مما يجعل تشغيل محطات طاقة التخزين التي يتم ضخها مجديًا اقتصاديًا. كان من الواضح منذ البداية أن هذا النظام سيعمل تقنيًا ، لكن الفوائد الاقتصادية لم تثبت إلا عندما بدأ تشغيل محطة كوبشن . كما أدى وجود محطات توليد الطاقة بالضخ والتخزين إلى تأمين جزء من المخاطر الاقتصادية لمحطات الطاقة الحرارية التي تقوم بالحمل الأساسي في الشبكة الاكهربائية ، والتي يمكن أيضًا أن تغذي الشبكة بالكهرباء في الليل.

### التحول إلى الطاقة المستدامة
مع توسع في انتاج الطاقة المتجددة في سياق التحول إلى للطاقة المستدامة ، تغير نمط تشغيل محطات توليد الطاقة التي يتم ضخها بشكل كبير. خاصة في فصل الصيف ، عندما تغذي الخلايا الكهروضوئية كميات كبيرة من الطاقة الكهربائية في الشبكة خلال النهار ، فإن ذروة منتصف النهار وغالباً أجزاء كبيرة من الحمل المتوسط مغطاة بأنظمة كهروضوئية ، بحيث تتحول أوقات التشغيل للتخزين الذي يتم ضخه أكثر في الصباح و ساعات المساء. في الوقت نفسه ، سيؤدي التوسع في طاقة الرياح والطاقة الشمسية إلى زيادة متطلبات التخزين على المدى الطويل من أجل التمكن من تعويض التوليد المتغير. لذلك ، بالإضافة إلى تخزين البطاريات المحلية في الأنظمة المحلية الصغيرة ، فمن المتوقع أن تلعب محطات توليد الطاقة ، بما في ذلك محطات طاقة التخزين بالضخ دورًا متزايد الأهمية في المستقبل.
تصل متطلبات التخزين إلى بُعد ذي صلة من حصة تجديدية تبلغ 60-80 ٪ على امدادات الطاقة. في حالة التغيرات الأصغر ، تعد خيارات المرونة مثل إدارة الأحمال والتشغيل المرن لمحطات الطاقة التقليدية وتوسيع شبكة الكهرباء خيارات أكثر ملاءمة من الناحية الاقتصادية لموازنة التقلبات. تقنيات التخزين البديلة ، على سبيل المثال; يجري اختبار التخزين الكهروحراري للطاقة في الصخور (البركانية). في عام 2019 ، تم تشغيل المصنع التجريبي لنظام تخزين الطاقة الكهروحرارية في هامبورغ.

## التكنولوجيا

### طريقة التشغيل

الهيكل الأساسي لمحطة طاقة التخزين التي يتم ضخها مع آلة ثلاثية مثبتة في مولد الكهرباء أو لتشغيل المضخة.
اليمين :تشغيل الموتور وتوصيله بالطلمة لرفع الماء.
اليسار : فصل الموتور عن المضخة فيديره التوربين لإنتاج الكهرباء.

رسم مقطعي مفصل باستخدام محطة تخزين Raccoon Mountain كمثال. ورشة المعدات هنا في داخل الجبل.

من حيث المبدأ ، تتكون كل محطة طاقة تخزين يتم ضخها من خزان تخزين علوي على الأقل (خزان مياه علوي) وخزان سفلي عميق (يسمى أيضًا خزانًا تحت الماء) ، كما هو موضح في الرسم التخطيطي المجاور. يوجد أنبوب أو عدة أنابيب لضخ المياه بين الحوضين. في أبسط الحالات ، تحتوي ورشة الآلة (ورشة التوربينات) في محطة الطاقة على توربين مائي ومضخة ومولد كهربائي دوار ، والتي يمكن تشغيله إما كمولد كهربائي أو كمحرك كهربائي لضخ المياه ، وتظهر باللون الأحمر في الرسم التخطيطي. في حالة محطات توليد الطاقة الكبيرة التي يتم ضخها وتخزينها هناك العديد من هذه الوحدات التي تعمل بالتوازي.
يتم تثبيت التوربين والآلة الكهربائية والمضخة ، بما في ذلك المعدات المساعدة مثل القوابض والتوربينات البادئة ، على عمود دوران مشترك. كما هو الحال في محطات الطاقة الأخرى ، وعادة ما يتم تصميم الآلة الكهربائية كآلة متزامنة ثلاثية الطور مع محرض . نظرًا لأن الآلات المتزامنة لا يمكن أن تبدأ بأمان من حالة توقف تام من تلقاء نفسها بسبب عزم القصور الذاتي عند تشغيل المحرك ، يتم توفير المعدات المساعدة مثل التوربينات البادئة الأصغر اعتمادًا على محطة الطاقة من أجل التمكن من رفع سرعة المحرك إلى سرعة عملية الضخ. بدلاً من ذلك ، في بعض محطات طاقة التخزين التي يتم ضخها ، يتم توفير آلات منفصلة غير متزامنة ثلاثية الطور كمحرك لتشغيل المضخة ، والتي لا تواجه أي مشاكل في بدء التشغيل. ثم يتم تشغيل الآلة المتزامنة حصريًا كمولد.
بينما يمكن للآلة الكهربائية أن تعمل كمولد وكمحرك للضخ، لا يمكن أن تعمل التوربينات أيضًا كمضخة. لهذا السبب ، تكون المضخة منفصلة عن التوربين ، وهي مصممة على شكل توربين فرانسيس أو توربين نفاث حر ، كوحدة مستقلة ، واعتمادًا على وضع التشغيل ، يتم توصيلها بصمام الأنابيب عبر صمامات البوابة. التوربين مقاوم للتباطؤ ، مما يعني أن التوربين يعمل في وضع الخمول دون أي وظيفة أثناء تشغيل المضخة. في حالة المضخة ، قد يؤدي التباطؤ في وضع المولد إلى حدوث تلف ، ولهذا السبب يجب فصل المضخة عن العمود عن طريق المعشق في وضع المولد.
يجب أن تكون قاعة محطة الطاقة أقل من ارتفاع الشفط الجيوديسي للحوض العميق (لتجنب التجويف ، أسفله بكثير) وغالبًا ما يتم تصميمها على أنها ما يسمى بمحطة طاقة الكهف ، كما هو موضح في الرسم التخطيطي الثاني باستخدام محطة تخزين Raccoon Mountain. في بعض محطات توليد الطاقة التي يتم ضخها ، مثل محطة توليد الطاقة بضخ المياه بلينهايم جيلبوا ، تقع ورشة الآلات بالكامل في الحوض السفلي.
يحدث ذلك أيضًا عند إغلاق صمامات الإغلاق في خطوط الضغط ، على سبيل المثال عند التبديل من تشغيل المولد إلى تشغيل المضخة ، إلى ارتفاع الضغط . للتعويض عن ذلك ، يتم توفير قفل مائي يعوض عن ارتفاع الضغط وبالتالي يمنع تلف خطوط الضغط. يمكن أيضًا أن تعمل محطات توليد الطاقة التي يتم ضخها بالضخ بأنابيب عالية جدًا تصل إلى 2000 م ليتم تشغيلها.
في حالة محطة توليد الطاقة التخزينية ، يتم حذف الحوض السفلي العميق وجهاز الضخ. في تلك الحالة يحتاج حتمًا تدفقًا داخليًا. في حالة محطات طاقة التخزين التي يتم ضخها ، يتم التمييز بين تلك التي لها تدفق داخلي في خزان التخزين العلوي وتلك التي لا تتدفق إلى الداخل.
بالإضافة إلى هذا التصميم الكلاسيكي ، تم بناء محطات طاقة توربينات المضخات أيضًا لناتج أصغر ، وهي مجهزة بما يسمى توربينات المضخات بدلاً من التوربينات والمضخة. توربينات المضخة عبارة عن آلة توربينية يمكن أن يتم التدفق من خلالها في كلا الاتجاهين وتعمل كمضخة أو توربين حسب اتجاه الدوران.
تعتمد كمية الطاقة المعبر عنها عنها عادةً بالميغاواط / ساعة في هذا السياق ، على كمية المياه التي يمكن تخزينها وفرق الارتفاع القابل للاستخدام بين الخزان العلوي والتوربين. في محطات التخزين بالضخ البحت ، عادة ما يتم تصميم سعة التخزين بطريقة تمكن المولدات من إنتاج الطاقة الكهربائية بأحمال كاملة لمدة لا تقل عن أربع إلى ثماني ساعات.
في بعض محطات توليد الطاقة يتم توسيع أحواض التخزين بواسطة بحيرة طبيعية باستخدام سد خرساني أو سد ردمي ، على سبيل المثال في محطة شلوخزي Schluchsee . بعض أحواض التخزين عبارة عن بحيرات طبيعية لا تحتاج لمثل هذه التوسعات ، وقد تم إنشاء عدد قليل من أحواض التخزين بشكل اصطناعي حصريًا ، على سبيل المثال حوض هورنبرغ وحوض إيجبرغ وفي محطة توليد الطاقة التي يتم فيها ضغط مياه نهر الإلبه في Geesthacht .

### الكفاءة

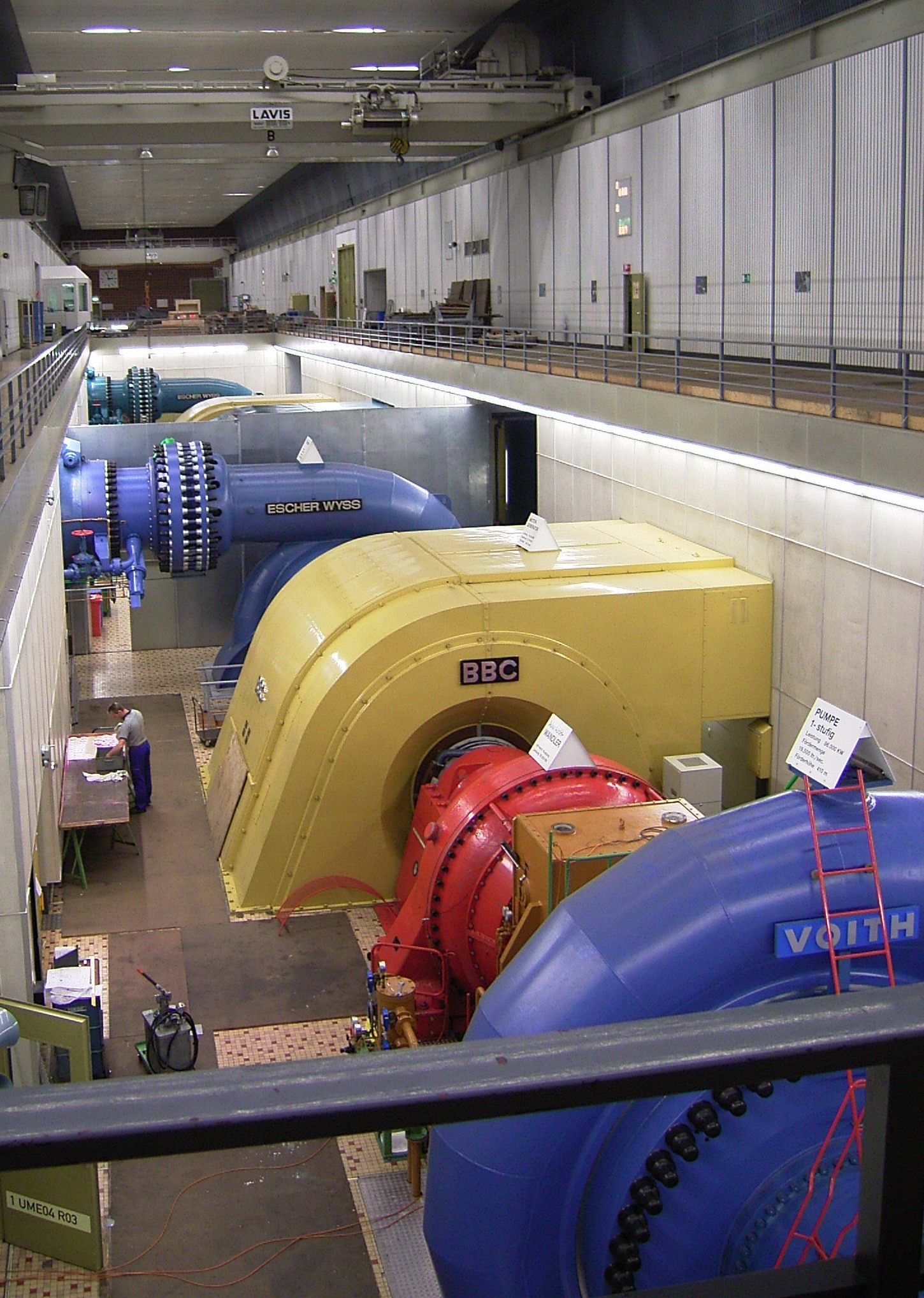
ورشة محطة توليد الكهرباء بها توربين (باللون الأزرق ، خلفي) ومضخة (باللون الأزرق ، أمامي يمين) والمولد الكهربائي مطلي باللون الأصفر

بشكل أساسي ، في كل محطة طاقة تخزين يتم ضخها ، هناك حاجة إلى مزيد من الكهرباء لضخها أكثر مما يمكن استعادته عند التدفق. تحدث خسائر أثناء عملية الضخ والتفريغ بسبب احتكاك المياه المتدفقة بالأنابيب (السوائل لها مقاومة للتدفق ؛ يُشار أيضًا إلى الماء باسم مقاومة الماء والفقد الهيدروليكي) ، بسبب كفاءة المضخة (عملية التحميل) أو التوربينات (عملية التفريغ) ، بسبب كفاءة المحرك أو المولد ، وكذلك خسائر المحولات ، وبدرجة أقل ، بسبب متطلبات محطة التخزين التي يتم ضخها. تبلغ الكفاءة الإجمالية لمحطة طاقة التخزين التي يتم ضخها 75-80 ٪ ، أعلى قليلاً في حالات استثنائية. الكفاءة الكلية أقل من تلك الخاصة بمحطات توليد الطاقة التخزينية ، لأن محطات توليد الطاقة التي يتم ضخها تأخذ في الحسبان كفاءة المضخات.
بالإضافة إلى ذلك ، هناك المزيد من الخسائر في إرسال الكهرباء الناتجة للخارج والعائد للطاقة الكهربائية. وتعتمد هذه على المسافة الجغرافية بين منتجي الطاقة ، وتخزين الضخ ومستهلكي الطاقة.

### كثافة الطاقة
تُحسب كثافة الطاقة الكامنة الحجمية لمحطة طاقة التخزين التي يتم ضخها بواسطة المعادلة التالية.
{\displaystyle W=\rho _{w}\cdot g\cdot h}
حيث كثافة الماء {\displaystyle \rho _{w}} ، و تسارع الجاذبية {\displaystyle g} ، وفرق الارتفاع {\displaystyle h} .
ينتج عن هذا كثافة الطاقة التالية بفرض إرتفاع 100 متر لحوض الماء:
{\displaystyle W=272\,{\frac {\mathrm {Wh} }{\mathrm {m^{3}100\,m} }}} .

## الأهمية الإقتصادية

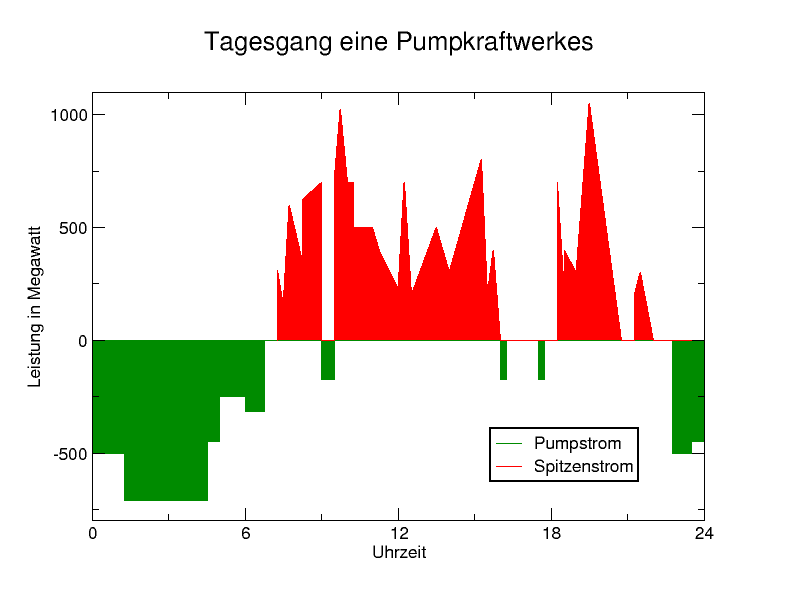
الدورة اليومية لمحطة طاقة التخزين التي يتم ضخها. يشير اللون الأخضر إلى استهلاك الطاقة لتشغيل المضخات ، ويعني اللون الأحمر الطاقة الكهربائية الناتجة إلى الشبكة عبر التوربين.

يتم استخدام قدرة محطات توليد الطاقة التي يتم ضخها على امتصاص الطاقة وإطلاقها في سياق تحسين استخدام محطات توليد الطاقة بطريقة مثالية للسوق. نظرًا للمرونة العالية في استخدامها ، فهي مناسبة بشكل خاص لتوفير قوة التحكم . كما هو الحال مع محطات تخزين الطاقة الكهرومائية ، فإن سعة التوليد متاحة في غضون دقائق إذا لزم الأمر ويمكن التحكم فيها بمرونة على نطاق واسع. يمكن أيضًا تكييف تشغيل المضخة بمرونة مع فوائض الطاقة المختلفة في الشبكة إذا كان هناك نوعان منفصلان من الأنابيب الصاعدة والهابطة ( Schluchseewerk ) ، أو يتم تطبيق مبدأ قصر الدائرة الهيدروليكية ( Kopswerk II )  أو تقوم الآلات غير المتزامنة بتشغيل المضخات ( PSW Goldisthal ).
بفضل ما يسمى بقدرتها على البدء الأسود ، يمكن استخدام محطات توليد الطاقة التي يتم تخزينها بالضخ لبدء تشغيل محطات طاقة أخرى ليست قادرة على بدء التشغيل باللون الأسود ، مثل محطات الطاقة التي تعمل بالفحم ، في حالة انقطاع التيار الكهربائي على نطاق واسع.
في تقريره الخاص “100 النسبة المئوية لإمدادات الطاقة المتجددة بحلول عام 2050: صديقة للمناخ وآمنة وبأسعار معقولة "اعتبارًا من مايو 2010 ، يفترض المجلس الاستشاري للقضايا البيئية المعين من قبل الحكومة الفيدرالية أن قدرات محطات توليد الطاقة التخزينية ، خاصة في النرويج (حتى 84 سعة حوض المياه لمحطات تخزين الطاقة الحالية ، والتي يمكن توسيعها إلى حد كبير لتخزين الضخ) والسويد كافية لتعويض التقلبات في الطاقات المتجددة المستقبلية التي يتم تغذيتها في الشبكة. ومع ذلك ، فإن دراسة "eStorage" التي مولتها مفوضية الاتحاد الأوروبي جاءت بقيم أقل بشكل ملحوظ في عام 2015: وفقًا لها ، فإن الإمكانات التي يمكن تحقيقها في المنطقة التي تم فحصها (تقريبًا أوروبا الغربية بما في ذلك النرويج والسويد) تبلغ حوالي 2.3 تيراوات ساعة فقط من وهو 1.4 تيراواط ساعة في النرويج. على أي حال ، يتطلب استخدام سعات التخزين الإسكندنافية توسعًا كبيرًا في اتصال الشبكة بين الشمال والجنوب. القدرات الحالية في ألمانيا (التقديرات الأخيرة فيما يتعلق باستغلال الرياح لإنتاج الهيدروجين وكذلك استغلال الشمس لإنتاج غاز الهيدروجين لا تزيد عن 0.6 TWh) فهي منخفضة جدًا لذلك. تم منح عقود بناء أول اتصال HVDC مباشر بطول 560 كيلومترًا بين ألمانيا والنرويج ( NordLink ) في بداية عام 2015 ، وبدأ استخدامه في نهاية عام 2020.
تلعب محطات توليد الطاقة بالضخ في النمسا دورًا مهمًا في تعويض التقلبات في ألمانيا. في عام 2014 ، بلغت صادرات الكهرباء من ألمانيا إلى النمسا 39.2 تيراواط ساعة ، الاستيراد من النمسا إلى ألمانيا 17.0 تيراواط ساعة. تبلغ السعة التخزينية القصوى لجميع محطات توليد الطاقة (المضخات) النمساوية حاليًا حوالي 3 تيراواط ساعة. لا توجد بيانات متاحة لمحطات طاقة التخزين التي يتم ضخها وحدها. في دراسة أجرتها مجموعة اقتصاديات الطاقة في جامعة فيينا للتكنولوجيا ، من المفترض أن غالبية منشآت محطات تخزين الطاقة الجديدة التي يتم ضخها هي مجرد امتدادات / ترقيات للأنظمة الحالية ، وبالتالي لا يمكن توقع حدوث زيادة طفيفة في سعة التخزين أو زيادة طفيفة فقط. في المستقبل.

## الاقتصاديات

### ألمانيا

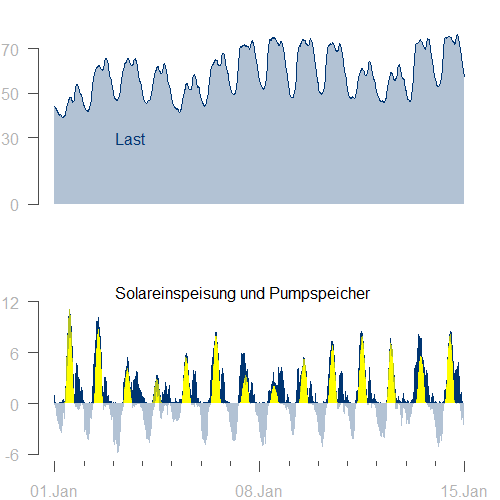

التخزين بالضخ متاح فقط على نطاق محدود في ألمانيا. تبلغ السعة المركبة 9.4 جيجاواط (اعتبارًا من 2021). إمكانات التوسع محدودة أيضًا.
التكلفة الكاملة لتخزين الطاقة الكهربائية في محطة طاقة تخزين بالضخ ليوم واحد هي 3 إلى 5 سنتات / كيلوواط ساعة. تؤثر مدة التخزين على التكاليف: فكلما طالت مدة التخزين ، زادت التكاليف ، وكلما أقصر التخزين ، انخفضت التكاليف.
نظرًا لأن استهلاك الطاقة للتخزين الذي يتم ضخه يعتبر استهلاكًا نهائيًا في إطار سوق الطاقة ، فإن محطات التخزين التي يتم ضخها حاليًا (اعتبارًا من أغسطس 2014) غير اقتصادية تقريبًا وفقًا لمشغلي محطة الطاقة. ومع ذلك ، فإن الأنظمة والأنظمة المبنية حديثًا والتي تم توسيعها منذ عام 2011 معفاة من رسوم استخدام الشبكة للسنوات العشر الأولى. في الوقت نفسه ، ينخفض الدخل لأن الفرق في أسعار الكهرباء على مدار اليوم أصغر مما كان عليه من قبل. من ناحية ، يرجع هذا إلى إغلاق محطات الطاقة النووية ، وهو السبب الرئيسي لزيادة العرض الكهربائي ليلاً ، ومن ناحية أخرى ، إلى زيادة الطاقة الشمسية المتاحة خلال النهار.

#### الحكم على رسوم الشبكة
في عام 2009 ، قضت محكمة العدل الفيدرالية بأن: مشغل محطة طاقة التخزين التي يتم ضخها والذي يسحب الكهرباء من الشبكة لتشغيلها هو المستهلك النهائي . ص. من § 3 رقم 25 EnWG وبالتالي مستخدم شبكة يخضع لرسوم وفقًا لمادة القانون § 14 الفقرة. 1 الجملة 1 StromNEV. 
في القضية المرجعية ، تقدمت شركة إمداد بالطاقة بشكوى. قبل عام 2009 ، كانت رسوم استخدام الشبكة تُدفع فقط مقابل الكهرباء الموردة ، وليس مقابل الطاقة المنقولة إلى التخزين كجزء من سلسلة الإنتاج. بعد تخلي وكالة الشبكة الفيدرالية عن هذه الممارسة انتقلت القضية إلى محكمة العدل الفيدرالية ؛ هناك ، تم حرمان محطات توليد الطاقة التي يتم تخزينها بالضخ من الممتلكات كمحطات طاقة على أعلى مستوى.
وقد أدى ذلك إلى انخفاض كبير في ربحية تخزين الكهرباء ، وهو أمر مطلوب لتغطية الحمل الأساسي من مصادر الطاقة المتجددة في سياق انتقال الطاقة .

### سويسرا
في الأول في 1 يوليو 2022 ، بدأ تشغيل محطة PSK Nant de Drance ، بقدرة 900 ميجاوات وتكلفت 2.2 مليار يورو. وفقًا لجريدة زوريشر تسايتونغ ، فإن العملية الاقتصادية حاليا غير مضمونة بسبب الظروف الاقتصادية المتغيرة.

### محطات توليد الطاقة الكهرمائية عاليا فوق الأرض
| الدولة           | تخزين وضخ السعة الكهربائية (غيغاواط ‏) | الإنتاج من الطاقة الطاقة المنتجة (غيغاواط ‏) | نسبة الطاقة المنتجة / من الإنتاج الكلي للدولة |
| ---------------- | ------------------------------------- | ------------------------------------------- | --------------------------------------------- |
| الصين            | 32.0                                  | 1646.0                                      | 1.9%                                          |
| اليابان          | 28.3                                  | 322.2                                       | 8.8%                                          |
| الولايات المتحدة | 22.6                                  | 1074.0                                      | 2.1%                                          |
| إسبانيا          | 8.0                                   | 106.7                                       | 7.5%                                          |
| إيطاليا          | 7.1                                   | 117.0                                       | 6.1%                                          |
| الهند            | 6.8                                   | 308.8                                       | 2.2%                                          |
| ألمانيا          | 6.5                                   | 204.1                                       | 3.2%                                          |
| الطاقة في سويسرا | 6.4                                   | 19.6                                        | 32.6%                                         |
| فرنسا            | 5.8                                   | 129.3                                       | 4.5%                                          |
| النمسا           | 4.7                                   | 25.2                                        | 18.7%                                         |
| كوريا الجنوبية   | 4.7                                   | 103.0                                       | 4.6%                                          |
| البرتغال         | 3.5                                   | 19.6                                        | 17.8%                                         |
| أوكرانيا         | 3.1                                   | 56.9                                        | 5.4%                                          |
| جنوب أفريقيا     | 2.9                                   | 56.6                                        | 5.1%                                          |
| المملكة المتحدة  | 2.8                                   | 94.6                                        | 3.0%                                          |
| أستراليا         | 2.6                                   | 67.0                                        | 3.9%                                          |
| روسيا            | 2.2                                   | 263.5                                       | 0.8%                                          |
| بولندا           | 1.7                                   | 37.3                                        | 4.6%                                          |
| تايلاند          | 1.4                                   | 41.0                                        | 3.4%                                          |
| بلغاريا          | 1.4                                   | 12.5                                        | 9.6%                                          |
| بلجيكا           | 1.2                                   | 21.2                                        | 5.7%                                          |

توجد محطات طاقة تخزين بالضخ بسعة مركبة تبلغ حوالي 130 جيجاوات في جميع أنحاء العالم. أقوى محطة طاقة للتخزين التي يتم ضخها في العالم هي محطة تخزين مقاطعة باث بسعة 3،003 ميغاواط.

#### ألمانيا

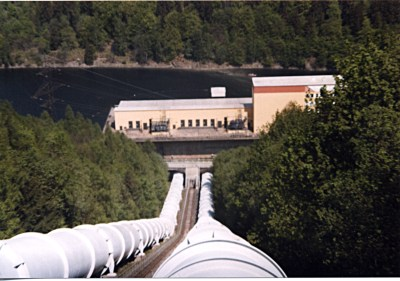
ضخ خطوط أنابيب محطة Wendefurth لتوليد الطاقة التخزينية في سد Wendefurth في جبال Harz

في ألمانيا ، تبلغ سعة تخزين المضخات حوالي 7  جيجاوات تم تركيبها (انظر قائمة محطات توليد الطاقة بالضخ في ألمانيا ). تم تصميم محطات الطاقة لتزويد الطاقة اليومية بـ 4-8 ساعات. ينتج عن هذا سعة تخزين إجمالية تبلغ حوالي 40 GWh (اعتبارًا من 2010). في عام 2006 ، أنتجت محطات طاقة التخزين الألمانية التي يتم ضخها 4042 جيجاواط / ساعة من الطاقة الكهربائية ؛ هذه نسبة حوالي 0.65 ٪ من توليد الكهرباء. تم تعويض ذلك عن طريق ضخ 5829 جيجاوات ساعة ، بحيث كان متوسط الكفاءة أقل بقليل من 70 ٪ .

#### النمسا
تم تركيب سعة تخزين تبلغ حوالي 7.2 جيجاوات (جيجاوات) في النمسا ؛ ما يقرب من 3.4 جيجاوات من هذا متاح في شكل محطات توليد الطاقة بالضخ. (انظر قائمة محطات الطاقة النمساوية هنا ، ولا سيما محطات توليد الطاقة التي يتم تخزينها بالضخ).

#### سويسرا
في سويسرا ، يميز المكتب الفيدرالي للطاقة  بين محطات التخزين التي يتم ضخها ومحطات الدورة الدموية النقية. محطات التخزين التي يتم ضخها هي محطات طاقة تخزين يمكن إثراء خزانها بالمياه التي يتم ضخها بشكل إضافي. في حالة أنظمة الدوران النقية ، يحتوي الخزان العلوي فقط على المياه التي تم ضخها من الخزان السفلي. أكبر محطات الدورة الدموية في سويسرا هي محطة Limmern المركزية لمحطة Linth-Limmern لتوليد الطاقة ، والتي دخلت حيز التشغيل في عام 2016 ويبلغ إنتاجها 1 جيجاوات ، ومحطة الطاقة Veytaux ، التي تخزن المياه من بحيرة جنيف في لاك دي هونجرين . في عام 2022 بدأ تشغيل محطة إعادة تدوير Nant de Drance ، بطاقة إنتاجية تبلغ 900 ميجاوات.
تعتبر معظم محطات الطاقة التي يمكنها الضخ محطات دائرية. المحطتان الكبريتان الوحيدتان لتوليد الطاقة التخزينية بالضخ هما محطة Grimsel 2 المركزية لمحطة KWO و Tierfehd لمحطة Linth-Limmern لتوليد الطاقة. بالإضافة إلى ذلك ، يوجد مصنع إنجفايهر لتخزين الضخ في شافهاوزن ، وهو أقدم مصنع في سويسرا يعمل منذ عام 1909 ، والذي تم تجديده في عام 1993 ، ويمكنه الآن إنتاج 5 ميجاوات.
وفقًا للإحصاءات الرسمية من بين 121 محطة طاقة تخزينية بسعة تزيد عن 300 كيلوواط ، تعتبر المحطات الثلاث المذكورة أعلاه فقط محطات طاقة للتخزين بالضخ و 18 محطة أخرى كمحطات توزيع. إجمالي سعة المضخات المركبة 3.6 جيجاوات.

### تصميم خاص: تخزين مضخة كروية تحت الماء
المقال الرئيسي: مضخة الكرة المجمعة
في مشروع StEnSEA (تخزين الطاقة في البحر) ، يقوم معهد فراونهوفر لتكنولوجيا طاقة الرياح ونظام الطاقة في كاسل بتطوير نظام تخزين كروي مجوف مصنوع من الخرسانة بحيث يمكن أيضًا تخزين الطاقة بالقرب من مزارع الرياح البحرية في المستقبل . تم إجراء تجارب واعدة في بحيرة كونستانس في عام 2016.
يشبه المبدأ مبدأ محطات توليد الطاقة التقليدية التي يتم ضخها من خلال الضخ ، ولا يتم هنا استخدام سوى الاختلاف في الارتفاع بين صهاريج تخزين ، ولكن الفرق بين ضغط الماء خارج الخزان الكروي والجزء الداخلي الفارغ من الكرة: تدفق المياه توربين ينتج مولده المتصل الكهرباء. إذا كان هناك فائض في الطاقة الكهربائية ، يتم ضخ المياه خارج الكرة مرة أخرى. يعتمد كل من الأداء وكمية الطاقة التي يمكن تخزينها على حجم وعمق غمر الكرة المجوفة.

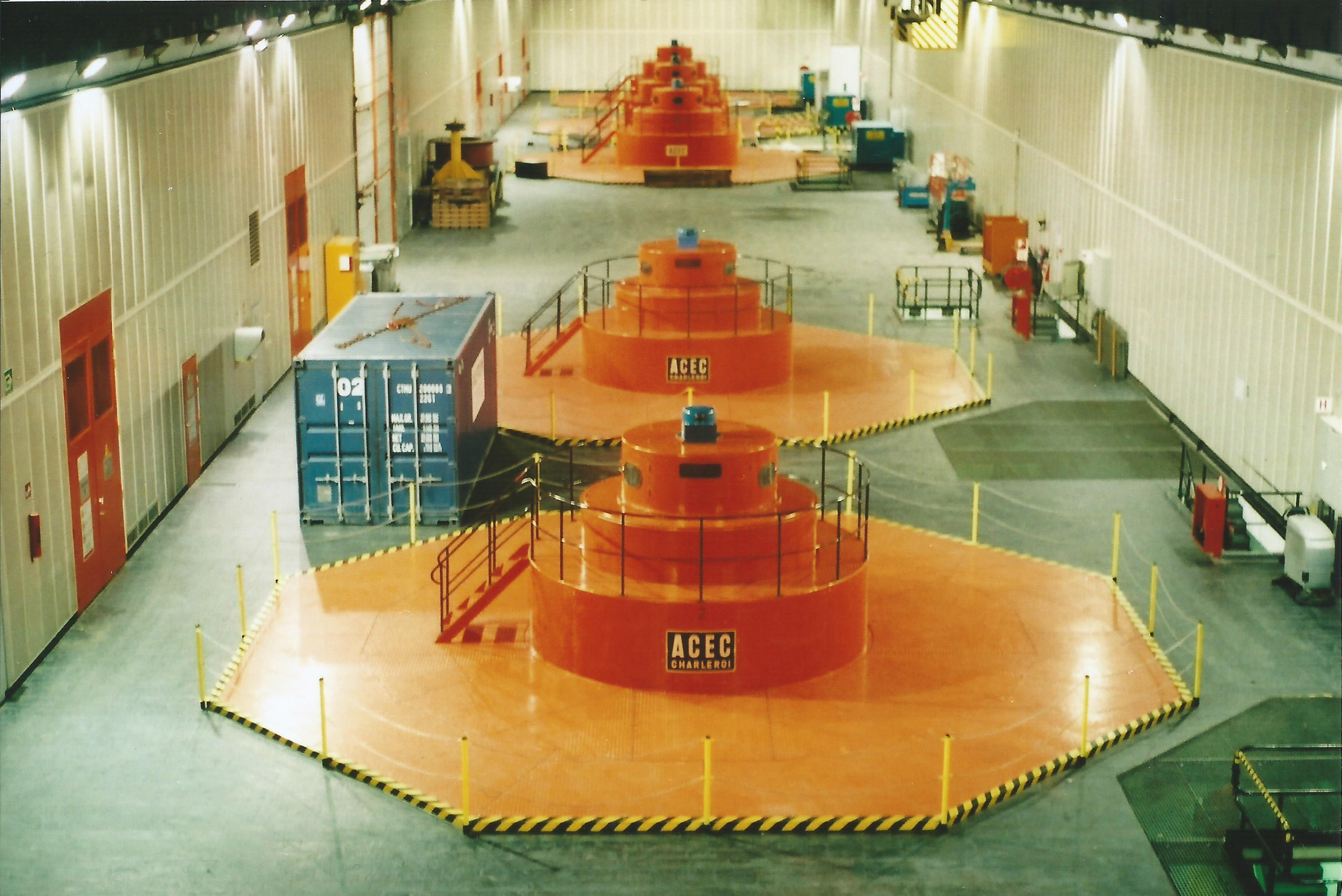
محطة طاقة تخزين ضخت Coo-Trois-Ponts في بلجيكا (2013)

## انتقاد
يعني بناء محطات طاقة التخزين التي يتم ضخها تدخلاً هامًا في البيئة والمناظر الطبيعية. معارضو محطات توليد الطاقة التي يتم ضخها بالضخ ، يعتبرون التدخل في الطبيعة والمناظر الطبيعية أمرًا غير مقبول. نظرًا لأن الخزانات يجب أن تتحمل الإجهاد والتآكل المنتظم الناجم عن تغير مستويات المياه ، فهي خرسانية جزئيًا أو زفتية ، مما يعني أنه لا يمكن أن تتشكل عليها نباتات طبيعية. كما أن تغيير الماء المتكرر بخلط كامل يمنع أيضًا إنشاء علم المياه العذبة شبه الطبيعي في الجسم المائي. إذا تم سد الأحواض بواسطة السدود ، فهناك خطر ضئيل من انفجار السد ، كما كان الحال في محطة توليد الطاقة للتخزين بالضخ في Taum Sauk في الولايات المتحدة في عام 2005. نظرًا لأقطار الأنبوب الكبيرة جدًا ، يمكن أن يتسبب انفجار الأنبوب أيضًا في حدوث تلف كبير وفيضان.

## المؤلفات
1. ↑  Rolf Peter Sieferle: Rückblick auf die Natur. Eine Geschichte des Menschen und seiner Umwelt, München 1997, S. 92.
2. ↑   {{استشهاد بكتاب}}: استشهاد فارغ! (مساعدة)
3. ↑  Michael Sterner, Ingo Stadler: Energiespeicher – Bedarf, Technologien, Integration. Springer, Berlin / Heidelberg 2014, S. 49 f.
4. ↑  . ISBN:978-3-540-92226-1. {{استشهاد بكتاب}}: الوسيط |title= غير موجود أو فارغ (مساعدة)
5. ↑  Katja Mielcarek: Pumpspeicherwerk Atdorf: Über die erste Hürde, badische-zeitung.de, 27. November 2010, abgerufen am 28. November 2010 نسخة محفوظة 2022-01-24 على موقع واي باك مشين.
6. ↑  Jürgen Giesecke: Wasserkraftanlagen. Planung, Bau und Betrieb. Springer-Verlag, 5. Auflage. Berlin/Heidelberg 2009, S. 565.
7. ↑  Matthias Popp: Speicherbedarf bei einer Stromversorgung mit erneuerbaren Energien. Springer-Verlag, Berlin/Heidelberg 2010, S. 42 ff.
8. ↑  energie.ch نسخة محفوظة 2022-05-19 على موقع واي باك مشين.
9. ↑  Technik: Hydraulisches Konzept, Broschüre der Vorarlberger Illwerke Aktiengesellschaft, S. 9, abgerufen am 27. April 2011. نسخة محفوظة 2013-08-03 على موقع واي باك مشين.
10. 1 2  نسخة محفوظة [Date missing], at www.umweltrat.de (PDF; 3,6 MB) a, S. 59, zuletzt abgerufen am 20. September 2010.
11. ↑  Overview of potential locations for new Pumped Storage Plants in EU 15, Switzerland and Norway, 25. November 2015, insbesondere Tabelle 7 auf Seite 40. Die Länder, auf die sich die Summe von ca. 2,3 TWh bezieht, sind konkret Österreich, Belgien, Finnland, Frankreich, Deutschland, Griechenland, Italien, Norwegen, Portugal, Spanien, Schweden, die Schweiz und das Vereinigte Königreich. نسخة محفوظة 2022-01-22 على موقع واي باك مشين.
12. ↑  نسخة محفوظة [Date missing], at www.umweltrat.de (PDF; 3,6 MB), S. 69.
13. ↑  Aufträge für NordLink vergeben. In E&M Daily vom 14.–16. Februar 2015, Seite 7
14. ↑  NordLink – Die erste Direktverbindung der Strommärkte zwischen Deutschland und Norwegen, Pressemitteilung vom 12. Februar 2015 نسخة محفوظة 2016-07-02 على موقع واي باك مشين.
15. ↑  Agora: Energiewende im Stromsektor, Jahresauswertung 2014. (PDF). نسخة محفوظة 2020-10-21 على موقع واي باك مشين.
16. ↑  E-Control: „Elektrizitätsstatistik“, Energie-Control Austria, 2012, indirekt zitiert nach Abschätzung des zukünftigen Energiespeicherbedarfs in Österreich zur Integration variabler erneuerbarer Stromerzeugung (PDF), Energy Economics Group (EEG), Technische Universität Wien, Juli 2013. نسخة محفوظة 2016-03-04 على موقع واي باك مشين.
17. ↑  Prognos: Bedeutung der internationalen Wasserkraft-Speicherung für die Energiewende (PDF; 1,8 MB) Oktober 2012. نسخة محفوظة 2022-01-01 على موقع واي باك مشين.
18. ↑  Abschätzung des zukünftigen Energiespeicherbedarfs in Österreich zur Integration variabler erneuerbarer Stromerzeugung (PDF) Energy Economics Group (EEG), Technische Universität Wien, Juli 2013. نسخة محفوظة 2016-03-04 على موقع واي باك مشين.
19. ↑  "ENTSO-E Transparenzplattform der europäischen Netzbetreiber" (بالإنجليزية).
20. ↑  "Pumpspeicher in Deutschland nur begrenzt ausbaufähig" (بالألمانية).
21. ↑  vde.com siehe Bild 4, Tagesspeicherung, abgerufen am 13. Mai 2014. نسخة محفوظة 2016-08-29 على موقع واي باك مشين.
22. ↑  Hendrik Lasch: Ein Akku im Gebirge. Neues Deutschland, 2. August 2014, S. 16.
23. ↑  BGH, 17.11.2009 – EnVR 56/08 dejure.org نسخة محفوظة 2022-03-31 على موقع واي باك مشين.
24. ↑  Absurde Regelung verhindert neue Ökostrom-Speicher. Welt Online, 2015 نسخة محفوظة 2022-11-05 على موقع واي باك مشين.
25. ↑  "Gigantismus in den Walliser Bergen: Wie eine Super-Batterie bei der Bewältigung der Energiewende helfen soll". نويه تسوريشر تسايتونغ. 17 نوفمبر 2021. اطلع عليه بتاريخ 2021-11-21.
26. ↑  "Electricity Storage and Renewables: Costs and Markets to 2030". Abu Dhabi: الوكالة الدولية للطاقة المتجددة. 2017. ص. 30. مؤرشف من الأصل (PDF) في 2018-08-31.
27. ↑  "Electricity – installed generating capacity". The World Factbook. مؤرشف من الأصل في 2021-09-26. اطلع عليه بتاريخ 2021-09-26.
28. ↑  Juan I. Pérez-Díaz, M. Chazarra, J. García-González, G. Cavazzini, A. Stoppato, Trends and challenges in the operation of pumped-storage hydropower plants. In: Renewable and Sustainable Energy Reviews 44, 2015, S. 767–784, S. 768, doi:10.1016/j.rser.2015.01.029.
29. ↑  Dominion: نسخة محفوظة [Date missing], at www.dom.com, abgerufen am 21. November 2013.
30. ↑  VDE.com, Stand: 24. März 2009, abgerufen am 21. Dez. 2010. نسخة محفوظة 2016-08-29 على موقع واي باك مشين.
31. ↑  Volker Quaschning: Regenerative Energiesysteme. Technologie – Berechnung – Simulation. München 2013, S. 319.
32. 1 2 3   {{استشهاد بكتاب}}: استشهاد فارغ! (مساعدة) نسخة محفوظة [Date missing], at www.bfe.admin.ch